# Chromoteleia connectens
Chromoteleia connectens är en stekelart som beskrevs av Jean-Jacques Kieffer 1910. Chromoteleia connectens ingår i släktet Chromoteleia och familjen Scelionidae. Inga underarter finns listade i Catalogue of Life.